# サハ共和国

サハ共和国
Республика Саха
Саха Өрөспүүбүлүкэтэ 

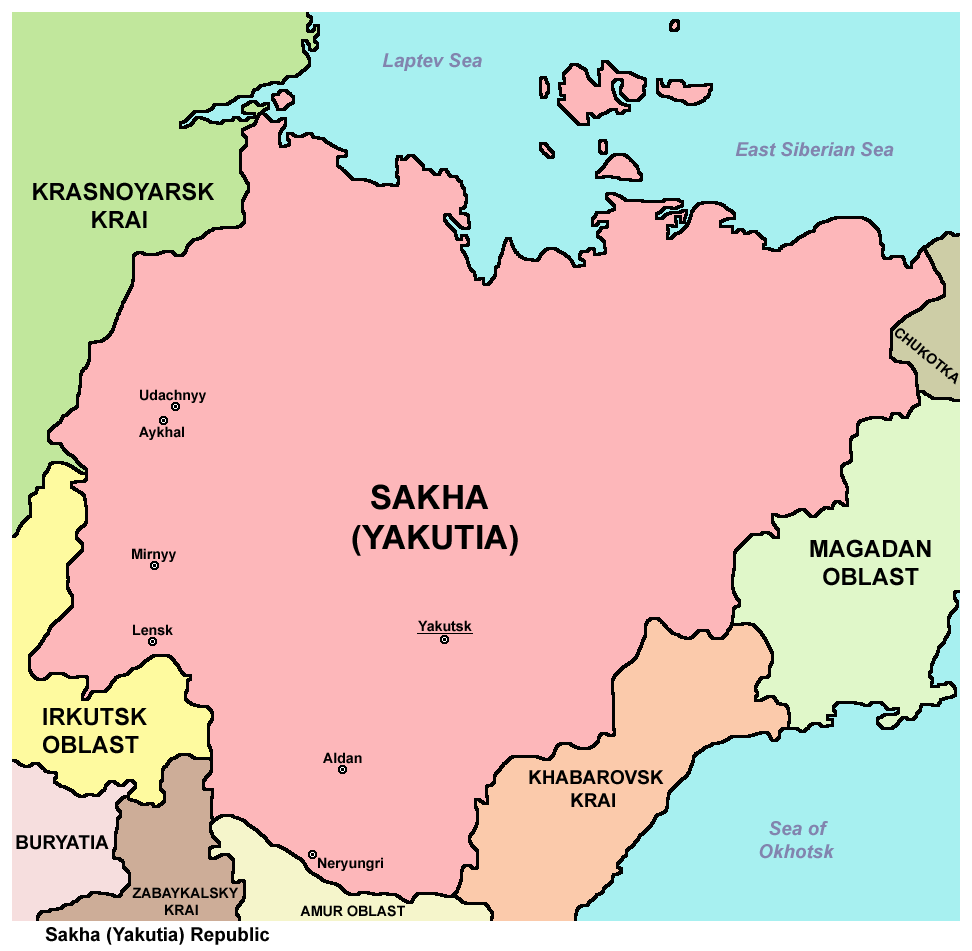

サハ共和国（サハきょうわこく、ロシア語: Республика Саха, ロシア語ラテン翻字: Respublika Sakha、サハ語: Саха Өрөспүүбүлүкэтэ、英語: Sakha Republic）は、ロシア連邦を構成する共和国で、連邦構成主体の一つ。首都はヤクーツク。別名ヤクーティア（ロシア語発音より）。旧称ヤクート自治ソビエト社会主義共和国（1922年から1990年）、ヤクート・サハ共和国（1990年から1992年）。面積は3,103,200平方kmで、アジアロシアの約4分の1を占め、地方行政単位としては世界最大である。連邦管区では極東連邦管区の範囲になる。主要な民族はサハ人（チュルク系）、ロシア人。他エヴェンキ人、ユカギール人、チュクチ人などシベリア先住民族も居住する多民族地域である。

## 地理
サハ共和国は南北に2,500km、東西に2,000kmの国土を持つ。総面積約310万km2は独立国7位のインド（約329万km2）よりやや狭く、8位のアルゼンチン（約278万km2）より広く、日本（約38万km2）のおよそ8倍の広さに相当する。その最北端は北極海に浮かぶノヴォシビルスク諸島のヘンリエッタ島で、ノヴォシビルスク諸島をはさんで西はラプテフ海、東は東シベリア海が大陸に面する。これらの海は北半球で最も冷たく凍った海で、大河から淡水が流入するため流氷形成が活発であり、年間9カ月から10ヶ月は凍結する。サハ共和国の北極海沿岸、タイミル半島東側のアナバル川河口より東にはフィヨルドは見られず、レナ川などの大きな川は河口で三角州を形成している。これは最終氷期の東シベリアが非常に乾燥していたため氷河が形成されず、氷河地形も作られなかったためである。
サハ共和国の土壌は全て永久凍土で、面積の40%は北極圏に含まれる。北部の北極海沿岸はツンドラで緑のコケ類が覆い、トナカイが暮らす。ツンドラ帯の南部では小さくねじれたシベリアマツやカラマツが川に沿って育つ。ツンドラより南には針葉樹林帯（タイガ）が広がる。北はカラマツが主で、南に向かうにつれてモミやマツが現れる。タイガはサハ共和国の47%を覆い、その90%はカラマツ類である。

### 気候
ユーラシア大陸北東部のシベリアにあり、大陸性気候である。山がちな国土なため、冬の寒さは極限に達する。その一方、夏は緯度に比べると高温である。特に内陸盆地では、しばしば猛暑となる。
冬は猛烈に厳しく、南極大陸を除くと世界最低気温となる氷点下71.2度を1926年1月に記録したオイミャコンや、やはり冬の酷寒で知られるベルホヤンスクもあり、北半球の寒極と考えられている。雪は少ない。
1月の平均気温は北極海沿岸でマイナス28度、その他の内陸部ではマイナス50度に達する。7月の平均気温は北極海沿岸ではわずか2度、一方内陸部では19度にまで上がる。年平均降水量は内陸部で200mm、東部の山岳部で700mmである。

### 山地
サハ共和国の大きな山脈には、レナ川に並行して走るベルホヤンスク山脈があり、オホーツク海からラプテフ海まで弧状に大きく延びている。ベルホヤンスク山脈の東に並行してチェルスキー山脈が同じく弧状に延びるが、その山脈にあるポベダ山（Pobeda）が標高3,003mで最高峰とされている（近年の人工衛星による調査では、スンタルハヤタ山脈の最高峰、ムスハヤ山（Мус-Хая、Mus-Khaya）が標高3,011mに達し、本当の最高峰だとされている）。
南部にはスタノヴォイ山脈やアルダン高地など、南シベリアからモンゴルにかけて広がる山地の一部が延びている。アルダン高地は炭鉱地帯がある。
最も東にはチュクチ自治管区にまたがるコリマ丘陵があり、金が豊富である。

### 水系
サハ共和国の水は全て北極海に流れる。国土の中央には非常に幅の広いレナ川が流れ首都のヤクーツクを通り、国土を南から北に縦貫して北極海へ注ぐ。10月から6月にかけて凍結するものの、重要な交通路になっている。
レナ川には無数の巨大な支流があるほか、インディギルカ川、ヤナ川、コリマ川といった独立した水系も北極海に流れている。

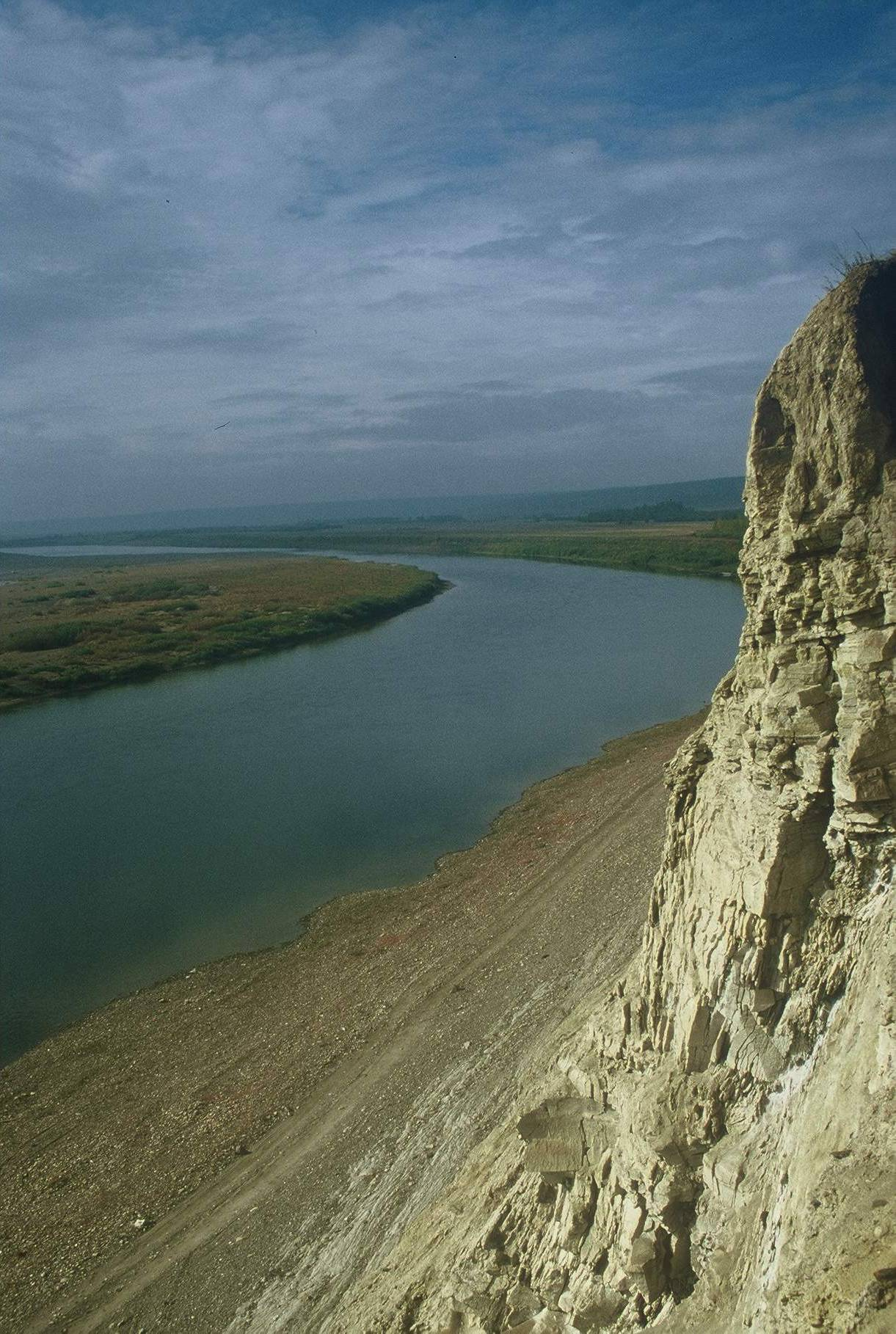
アムガ川

- レナ川（4,310km）
  - ヴィリュイ川（2,650km）
    - マルハ川（英語版、ロシア語版）（Markha）
    - チュング川（Tyung, 1,092km）

  - アルダン川（2,273km）
    - アムガ川（1,462km）
    - マヤ川（1,053km）

  - オリョークマ川（1,320km）
  - ニュヤ川（798km, Nyuya）
- オレニョーク川（2,292km）
- コリマ川（2,129km）
- インディギルカ川（1,726km）
- ヤナ川（872km）
- アラゼヤ川（1,590km）
- アナバル川（939km）
- ムナ川（Muna, 715km）
- セデンニャハ川（Sedennyakh）

また北極海沿岸のツンドラ地帯や大河沿いの氾濫原には無数の湖沼があり、大きな湖だけで700を超える。ヴィリュイ川の中流にある大貯水湖をはじめとしたダム湖も数多く建設されている。また、冬は川の水が凍ってしまうため、道路として利用できる川沿いには標識がある。

### 標準時
サハ共和国では3つの標準時が使われている。
- 東部 - UTC+11 …マガダン時間

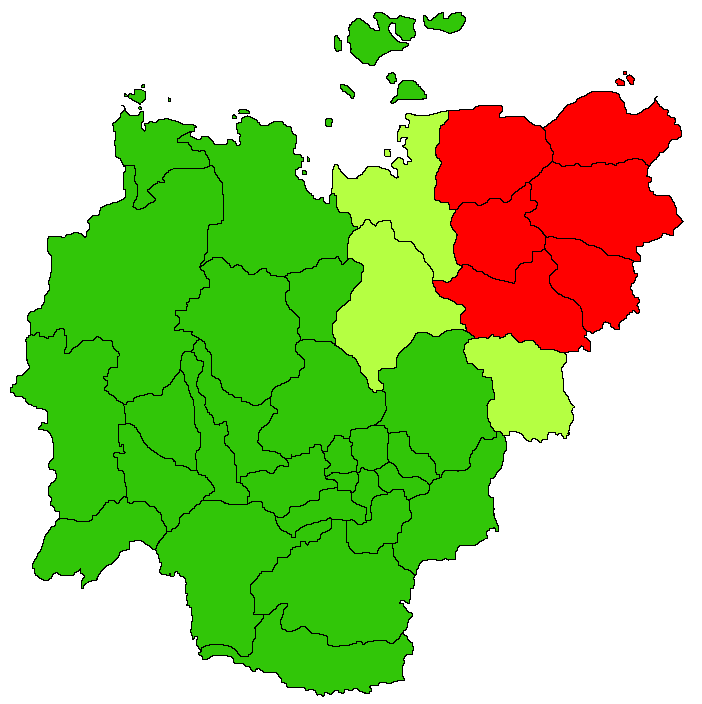
サハ共和国の時間帯（2011年時点）

- 中部 - UTC+10 …ウラジオストク時間
- 西部 - UTC+9 …ヤクーツク時間

## 歴史

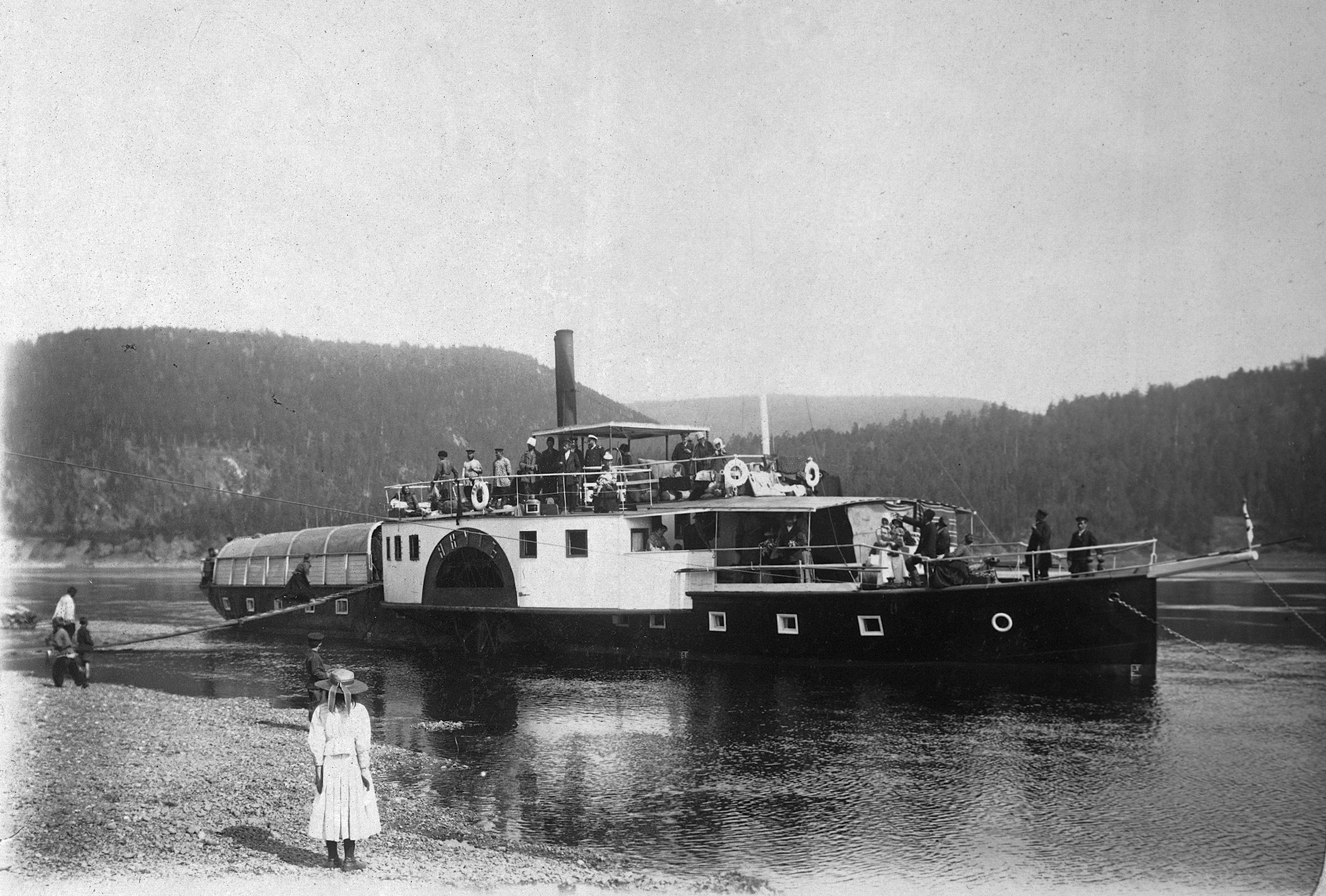
かつての交通の主役であったレナ川の蒸気船。19世紀末

サハの旗（1918年から1923年まで）

サハ人は13世紀に中央アジアからこの地に進出した。彼らはテュルク系民族でモンゴル系とも混血しており、元々この地にいた狩猟採集民族を征服して同化した。テュルク系語とモンゴル系語および先住民の言語の痕跡はサハ語に残っている。「サハ」という自称の語源は明らかではない。
先住のエヴェンキ人はサハのことを「ヤコ」（Yako）と呼び、これが17世紀初めに毛皮を求めてこの地に来たロシア人に伝わり「ヤクート」となった。サハ人の一派であるティギン（Tygyn）の王は、ロシア人に対して軍事同盟の代わりにこの地への植民を認めた。この同盟を逆手に取られ、ティギンの人々はチュクチやカムチャツカなどの極東の諸民族に対するロシアの征服に追従することとなる。1632年9月25日、コサックのピョートル・ベケトフは現在のヤクーツクの場所にレンスキー・オストログ（レンスキー砦）を築き、1638年8月、モスクワのロシア・ツァーリ国政府はレンスキー砦を中心地とした新行政区を作った。
ロシア人（民族）はレナ川水系をオホーツク海など極東への交通路として使い、サハやその他の民族から毛皮を税として取り立て、これを元に貨幣経済を確立した。またロシア人（民族）はレナ川低地で農業を始めた。特に、19世紀後半にレナ川地方へ追放された宗派の人々が大麦や小麦、芋などを栽培して生活した。ロシア帝国時代の19世紀末からソビエト連邦初期には軽工業および蒸気船などの交通が発達し始め、さらに金などの地下資源が見つかって鉱業も始まった。
1922年4月27日、ソビエトはそれまでの「ヤコルスカヤ地方」に替えて「ヤクート自治ソビエト社会主義共和国」を作ったが、ロシア内戦期間中は首都ヤクーツクをはじめ東部は白軍が実質的に支配し、1921年から1923年は「ヤクート反乱」が起きた。ヨシフ・スターリン体制下では、強制労働所（グラグ）に送られた人々がヤクートでの道路建設、鉱山労働、森林伐採などに従事し、多数が命を落とした。特にオホーツク海の北にありサハとチュクチの間にまたがるコリマ丘陵の金鉱は悪名高い。
1992年、ソビエト崩壊後のヤクートは、ロシア連邦内の「サハ（ヤクーチア）共和国」として承認された。サハ共和国はロシア語とサハ語を国家語とし、エヴェン語、エヴェンキ語、ユカギール語、ドルガン語、チュクチ語を公用語指定した。

## 政治
サハ共和国の政府の最高職は首長（露: Глава）である。ソ連時代の「ソビエト最高会議議長」はソビエト連邦の崩壊後に「大統領」（露: Президент）を名乗るようになったが、2011年1月にドミートリー・メドヴェージェフ連邦大統領が、ロシア連邦内の各共和国の代表が大統領と名乗れなくする法律に署名したことにより、大統領の称号は「首長」と呼びかえられることになり、サハ共和国では2014年4月24日に実際に称号が変更された。初代大統領はミハイル・ニコラエフであった。2018年5月28日より第4代首長アイセン・ニコラエフが務めている。
立法府は一院制の「イル・トゥメン（Il Tumen）」と呼ばれる議会になっている。

## 教育
最も重要な高等教育機関は北東連邦大学（旧ヤクート国立大学）とヤクート国立農業アカデミーである。

## 宗教
ロシア人（民族）の到達前は、太陽に対する崇拝やテングリ信仰など、中央アジアのテュルク系諸民族に共通する信仰や、古シベリア諸語の民族に伝わるシャーマニズム（共同体を導く「光」のシャーマンと、魂の旅路を通した癒しを実践する「闇」のシャーマン）が中心であった。ロシア帝国の下で人口の大半はキリスト教のロシア正教会に改宗して聖名を得たが、伝統的な宗教は生活の場で続いている。ソビエト時代多くのシャーマンが跡継ぎを残さず死んだが、ソビエト崩壊後はその復興への関心が高い。

## 行政区画

### 主要都市

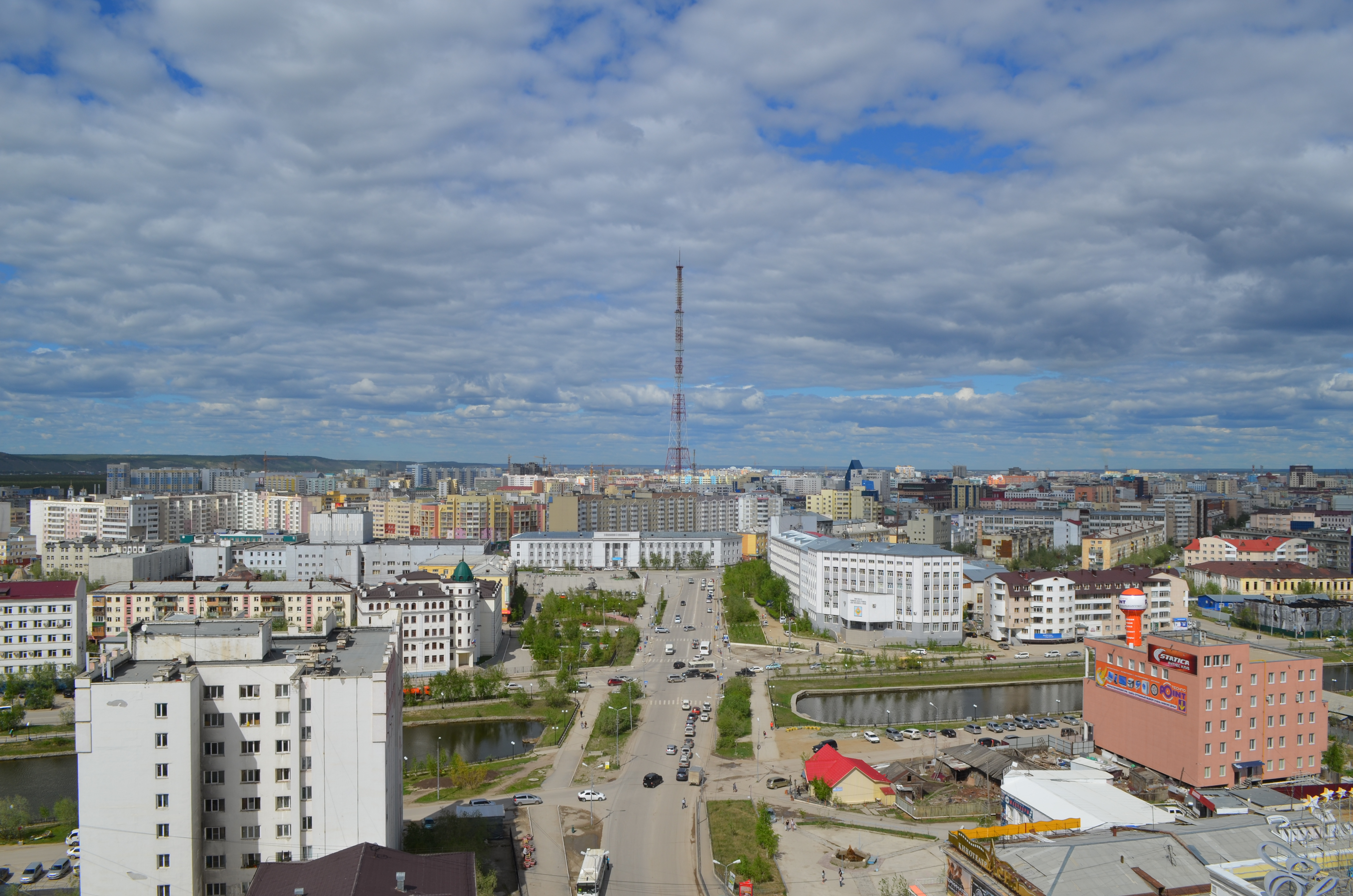
ヤクーツク市街

- ヤクーツク
- ミールヌイ
- ネリュングリ
- チュリマン
- トンモト
- ヴィリュイスク
- ティクシ
- レンスク
- オリョークミンスク
- アルダン
- ウスチ＝マヤ
- ポクロフスク
- ニュルバ
- スレドネコリムスク

## 産業

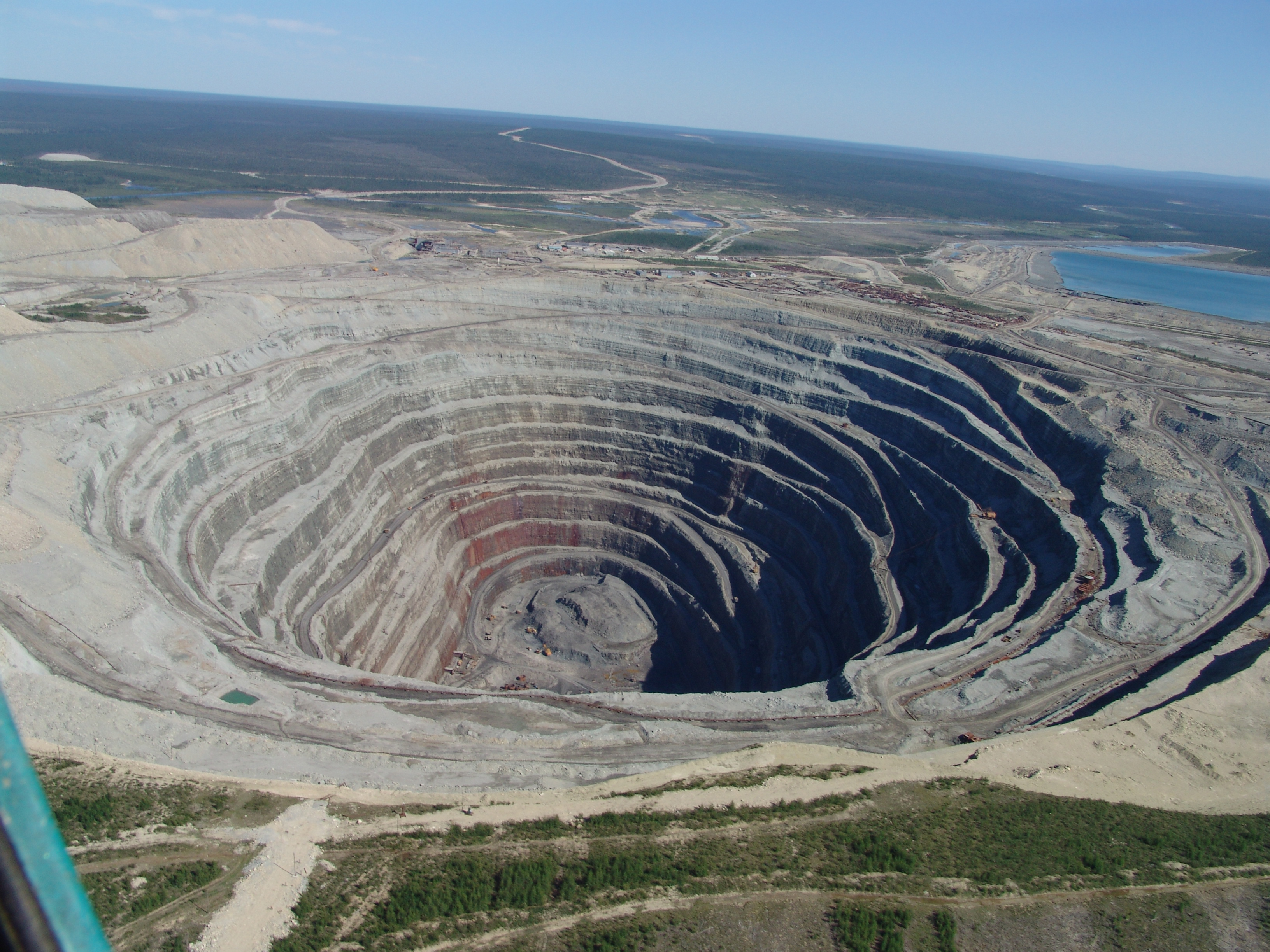
ウダーチヌイの露天掘りダイヤモンド鉱山、ウダーチナヤ・パイプ

主要産業は鉱業、木材産業、木材加工業である。2018年の経済成長率（共和国内総生産伸び率）は5.0％。
地下資源は石油、天然ガス、石炭、金、銀、ダイヤモンドなど非常に多様かつ豊富である。特にダイヤモンドは、ロシアで産出されるうちの99%をサハ共和国が占め、ミールヌイのミール鉱山やウダーチヌイの鉱山は特に大きい。ウラニウムは採掘が始まったばかり。
工業はヤクーツクに集中しているが、その他金鉱の町アルダン、ダイヤモンドの町ミールヌイとウダーチヌイ、炭鉱の町ネリュングリなどにも鉱工業が発達している。
ロシア国内外からの観光客受け入れにも積極的である。
サハ人らは政治、金融、経済、畜産などに携わり、その他の先住民は猟師、漁師、トナカイ放牧などで生計を立てている。
近年では象牙の需要が多いアジア向けとしてマンモス牙の輸出に力を入れている。

### 日本との経済関係
2014年の対日貿易総額は約14,675万ドルで、南ヤクート炭田（ネリュングリなど）からの石炭中心にゴムタイヤ、ブルドーザー、機械部品を取引している。
日本からの投資誘致や技術・設備導入を重視している。2019年の東方経済フォーラム（ウラジオストク）に参加したニコラエフ首長によると、北海道総合商事（北海道札幌市）が国際協力銀行の支援を得て温室野菜栽培事業を進めているほか、野村総合研究所の助言を受けてロシアで30カ所整備されるスマートシティー事業の対象にヤクーツクが含まれている。またティクシにおける風力発電では日本製発電機が設置されている。

## 交通
貨物輸送では河川を利用した水運が主流である。レナ川とその支流沿いの河川港をはじめ、北極海の港（ティクシなど）、4つの船会社が操業している。
旅客輸送では航空機が最も重要になっている。ロシア各地とサハ共和国内の各市町村は空路で結ばれている。ヤクーツクには国際線ターミナルもあり、日本など外国資本を導入して改修を計画している。
連邦国道が2本、アムール州から延びるヤクーツク＝ボルショイ・ネバと、東へ伸びるヤクーツク＝コリマがサハを走っている。永久凍土があるためアスファルトで舗装することは現実的ではなく、道路は粘土で舗装されているが、雨になると泥沼と化してバスなどが立ち往生する。バム鉄道から北へ延びる鉄道支線（アムール・ヤクーツク鉄道）がサハ南部のベルカキト、ネリュングリ、チュリマンなどの鉱工業都市を結んでおり、石炭を日本など東アジアへ運んでいる。鉄道はアルダンやトンモトまで延伸されており、さらにヤクーツクへ延びる計画があるが、いまだ完成には至っていない。

## 人口動静

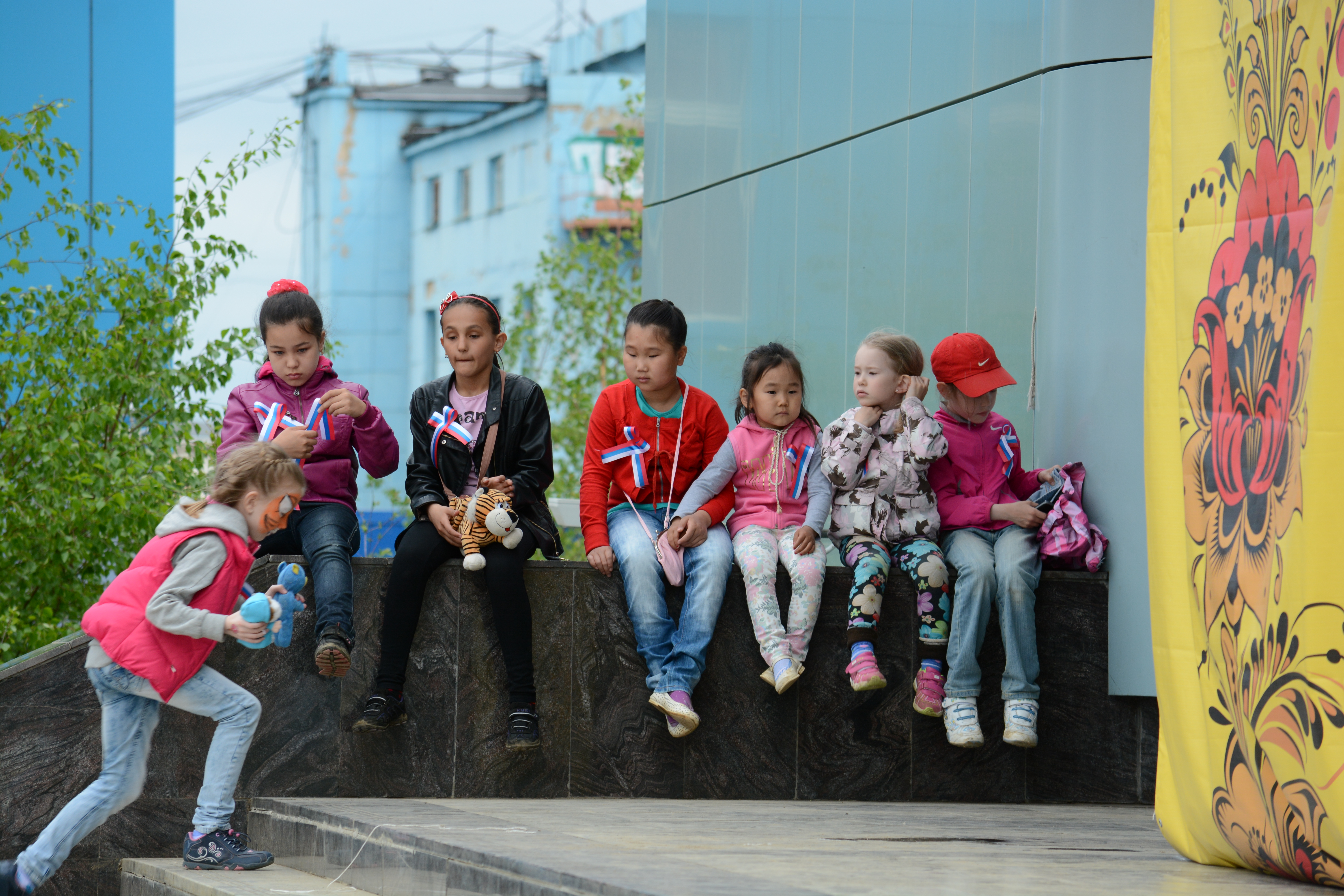
ミールヌイ市街地の子供たち。2014年6月12日のロシアの日の祝祭にて

以下は2002年のロシア国勢調査における人口統計データである。
基礎データ
- 人口: 949,280人
  - 都市人口: 609,999人（64.3%）
  - 地方人口: 339,281人（35.7%）
  - 男性: 464,217人（48.9%）
  - 女性: 485,063人（51.1%）
- 世帯数: 305,017世帯
- 人口増減（2005年）
  - 出生数: 13,591人
  - 死亡数: 9,696人
- 平均年齢: 30.0歳
  - 都市: 31.0歳
  - 地方: 27.4歳
  - 男性: 30.0歳
  - 女性: 26.6歳
- 民族構成

| - サハ人: 432,290人（45.54%） - ロシア人: 390,617人（41.15%） - ウクライナ人: 34,633人（3.65%） - エヴェンキ人: 18,232人（1.92%） - エヴェン人: 11,657人（1.23%） - タタール人: 10,755人（1.13%） - ブリヤート人: 7,266人（0.77%） - ベラルーシ人: 4,236人（0.45%） - アルメニア人: 2,764人（0.29%） - バシキール人: 2,355人（0.25%） - アゼルバイジャン人: 2,293人（0.24%） - ドイツ人: 2,283人（0.24%） | - モルドバ人: 2,255人（0.24%） - モルドヴィン人: 2,072人（0.22%） - 高麗人: 1,815人（0.19%） - チュヴァシ人: 1,700人（0.18%） - キルギス人: 1,454人（0.15%） - ドルガン人: 1,272人（0.13%） - ウズベク人: 1,272人（0.13%） - タジク人: 1,105人（0.12%） - ユカギール人: 1,097人（0.12%） - イングーシ人: 1,000人（0.11%） - その他、民族を明らかにしない人（0.28%）や1,000人を満たない民族など |

歴史的な民族比率は以下のとおり。ソ連時代を通じロシア人（民族）やその他ソ連各地出身民族の割合が高まり、1970年にはロシア人（民族）が多数派となったが、ソ連崩壊後の2002年にはロシア人（民族）やウクライナ人（民族）の転出が続きサハ人の方が多数派に戻った。
|            | 1939年国勢調査  | 1959年国勢調査  | 1970年国勢調査  | 1979年国勢調査  | 1989年国勢調査  | 2002年国勢調査  |
| ---------- | --------------- | --------------- | --------------- | --------------- | --------------- | --------------- |
| サハ       | 233,273 (56.5%) | 226,053 (46.4%) | 285,749 (43.0%) | 313,917 (36.9%) | 365,236 (33.4%) | 432,290 (45.5%) |
| ドルガン   | 233,273 (56.5%) | 226,053 (46.4%) | 10 (0.0%)       | 64 (0.0%)       | 408 (0.0%)      | 1,272 (0.1%)    |
| エヴェンキ | 10,432 (2.5%)   | 9,505 (2.0%)    | 9,097 (1.4%)    | 11,584 (1.4%)   | 14,428 (1.3%)   | 18,232 (1.9%)   |
| エヴェン   | 3,133 (0.8%)    | 3,537 (0.7%)    | 6,471 (1.0%)    | 5,763 (0.7%)    | 8,668 (0.8%)    | 11,657 (1.2%)   |
| ユカギール | 267 (0.1%)      | 285 (0.1%)      | 400 (0.1%)      | 526 (0.1%)      | 697 (0.1%)      | 1,097 (0.1%)    |
| チュクチ   | 400 (0.1%)      | 325 (0.1%)      | 387 (0.1%)      | 377 (0.0%)      | 473 (0.0%)      | 602 (0.1%)      |
| ロシア     | 146,741 (35.5%) | 215,328 (44.2%) | 314,308 (47.3%) | 429,588 (50.4%) | 550,263 (50.3%) | 390,671 (41.2%) |
| ウクライナ | 4,229 (1.0%)    | 12,182 (2.5%)   | 20,253 (3.0%)   | 46,326 (5.4%)   | 77,114 (7.0%)   | 34,633 (3.6%)   |
| その他     | 14,723 (3.6%)   | 20,128 (4.1%)   | 27,448 (4.1%)   | 43,695 (5.1%)   | 76,778 (7.0%)   | 58,826 (6.2%)   |